# 伊達五郎吉
伊達 五郎吉（だて ごろきち）は、江戸時代前期の陸奥国仙台藩一門第五席・登米伊達家3代当主。

## 生涯
寛永15年（1638年）、仙台藩2代藩主・伊達忠宗の四男として仙台城にて誕生。第5子であるため五郎吉と名付けられた。
寛永17年（1640年）、登米邑主・白石宗勝（宗貞）の養子となって家督を相続する。寛永20年（1643年）、先々代・宗直の例に倣って忠宗より伊達の氏を賜る。
正保元年（1644年）8月19日、仙台城二ノ丸で病死した。享年7。家督は同母弟の辰之助（宗倫）が相続した。